# Starrtjärnen (Älvdalens socken, Dalarna)
Starrtjärnen är en sjö i Älvdalens kommun i Dalarna och ingår i Dalälvens huvudavrinningsområde.